# Cerbalus pellitus
Cerbalus pellitus là một loài nhện trong họ Sparassidae.
Loài này thuộc chi Cerbalus. Cerbalus pellitus được miêu tả năm 1960 bởi Kritscher.